# Cyparium loebli
Cyparium loebli (лат.) — вид жуков-челновидок (Scaphidiinae) рода Cyparium из семейства жуков-стафилинид. Обитает в Бразилии.

## Описание
Мелкие жесткокрылые: длина тела от 2,53 до 2,78 мм. От близких видов отличаются следующими признаками: переднеспинка, гипомерон и щитик красновато-коричневые; надкрылья чёрные, передняя часть красновато-коричневая; гипомерон и мезанэпистернум с бороздчатой микроскульптурой; метавентрит гладкий, над межтазовыми пластинками в грубой пунктировке. Метанеэпистернум и метэпимерон с черепитчатой микроскульптурой. Вершина эдеагуса длинная, парамеры удлинённые, во внутреннем мешке слабые склериты. Дистальные гонококситы прямые и тонкие. Блестящие, коричневато-чёрные, лапки светлее. Надкрылья покрывают все сегменты брюшка, кроме нескольких последних. Формула члеников лапок: 5—5—5. Микофаги, собраны на грибах Psathyrella candolleana (Агариковые, Псатирелловые), Xylodon flaviporus (Гименохетовые, Schizoporaceae) и на Шампиньоне лесном (Agaricus sylvaticus).

## Таксономия и этимология
Вид был впервые описан в 2022 году и назван в честь энтомолога Dr Ivan Löbl (Muséum d’histoire naturelle, Genève, CH) за его крупный вклад в изучение жуков-челновидок Scaphidiinae.